# Carmen Mora Marín
Carmen Mora Marín (Màlaga, 1914 -Tarifa, 19 abril de 1937) va ser una jove republicana afusellada per la justícia militar franquista, a l'inici de la Guerra Civil, per la seva pertinença a les Joventuts Socialistes (JS). La seva família també va ser exterminada.
Filla del mestre Amador Mora Rojas i d'Antonia Marín Muñoz, tenia un germà gran, Miguel, i dos germans petits, Antonia i Juan Francisco. La família va residir a Còrdova, Màlaga i Ciudad Real abans d'establir-se al Campo de Gibraltar. Al 1931 vivien a Tarifa, on el pare exercia de director del col·legi Miguel de Cervantes i la mare, amb una formació superior a la mitjana, gestionava dos menjadors escolars. Després de la proclamació de la Segona República, Amador Mora va ser elegit alcalde. La seva gestió es va basar principalment en l'atenció a les classes més desfavorides i en l'adopció de mesures contra la desocupació. Va fer diversos viatges a Madrid per impulsar la Llei de Reforma Agrària i va reclamar per al municipi diverses terres del Ducat de Medinaceli; aquest fet li va reportar l'hostilitat de les forces conservadores. El 1933 va ser traslladat a Ubrique fins que al 1936, amb el triomf del Front Popular, va recuperar l'alcaldia i la família va poder tornar a Tarifa.  Carmen Mora ajudava la seva mare en la gestió dels menjadors escolars i estava afiliada a les JS, igual que el seu germà Miguel, que havia acabat el magisteri i era president de les Joventuts socialistes.
El Cop d'Estat del 18 de juliol de 1936 va sorprendre la família a Cadis; el fill gran, Miguel Mora, va intentar resistir l'assalt dels sollevats, atrinxerat a la seu del Govern Civil, però va ser detingut, tancat al vaixell-presó Mirafloresi afusellat el dia 11 d'agost. La mare, va ser reclosa a la presó d'Algesires i executada extrajudicialment el 5 d'agost, a la pedania de Facinas, juntament amb Ana Sánchez Fuentes, amiga de la família, i la llevadora Carmen Bru Casado, esposa del militant de la CNT Angel Ortega López, que seria afusellat el 1939.
El tercer membre de la família Mora, Amador, el pare de cinquanta-un anys, que havia pogut fugir durant el cop d'estat, es va allistar voluntari al batalló Pablo Iglesias, més tard integrat a la 25a Brigada Mixta (Exèrcit popular de la República) i va morir en combat a Pozoblanco el 12 març 1937.
Carmen Mora tenia vint-i-dos anys i continuava residint a Cadis, tenint cura dels seus germans, de setze i dotze anys. Va ser detinguda el 21 desembre 1936, acusada d'haver donat suport a la causa republicana i de visitar i portar menjar a la presó a diversos detinguts, entre els quals Maria Luisa Rendón Martell, la germana i el pare de la qual també havien estat afusellats. Se li va obrir un procediment sumaríssim d'urgència (29/1937) que, analitzat actualment, és considerat com el paradigma de totes les arbitrarietats i farses jurídiques. Va ser sentenciada a la pena de mort, pel delicte d'adeshión a la rebelión militar.
Un piquet de la Guardia civil la va afusellar, juntament amb tres persones més, el 19 abril 1937 als Fosos de Puerta de Tierrade Cadis i va ser  enterrada el dia següent al Cementiri de San José.